# Mira (fiume)
Il fiume Mira è un fiume del sud-ovest dell'Alentejo in Portogallo.

## Corso del fiume
Nasce nella Serra do Caldeirão ad un'altitudine di 470 m s.l.m. e scorre per 145 km prima di sfociare nell'Oceano Atlantico vicino a Vila Nova de Milfontes, freguesia di Odemira.

Insieme al Côa e al Sado è uno dei pochi fiumi portoghesi che scorre da sud a nord.
Il bacino idrografico del Mira si estende per un'area di 1600 km² limitato a nord dal bacino idrografico del fiume Sado, a sud da quelli dei torrenti provenienti dalla Serra de Monchique, a est dal Guadiana e a ovest dalla costa.
La valle del fiume Mira dal comune di Odemira fino alla foce è inserita nel Parque Natural do Sudoeste Alentejano e Costa Vicentina.

## Affluenti principali
- fiume Torgal
- fiume Luzianes
- fiume Perna Seca
- fiume Macheira
- fiume Guilherme
- fiume Telhares